# Fabio Daprelà
Fabio Daprelà est un footballeur suisse né le 19 février 1991 à Zurich. Il évolue en Super League au poste d'arrière gauche.

## Biographie

### Carrière en club

#### SC YF Juventus (2000-2003) et Grasshopper Zurich (2003-2009)
Préformé au SC YF Juventus puis formé au Grasshopper Zurich, Fabio Daprelà débute en équipe professionnelle à l'âge de 16 ans lors de la saison 2007-2008 au sein du club zurichois[réf. nécessaire].

#### West Ham United FC (2009-2010)
En juillet 2009, il signe au West Ham United FC comme doublure d'Hérita Ilunga et rejoint l'international suisse, Valon Behrami. Il fait ses débuts dans le club anglais le 3 janvier 2010 en FA Cup contre Arsenal et ne peut rien faire contre la défaite de son club 2-1. 

#### Brescia Calcio (2010-2013)
En août 2010, il rejoint Brescia pour cinq saisons et rejoint son coéquipier de l'équipe de Suisse espoir, Gaetano Berardi. Il vit la relégation du club italien lors de la même saison. Cette première saison dans le calcio italien offre un bilan mitigé au jeune talent. Il sera utilisé à 11 reprises dont 6 comme titulaire.

#### US Palerme (2013-2015)
Été 2013, il signe à Palerme alors qu'ils descendent en serie B. Il rejoint son compatriote Michel Morganella dans la lutte pour la remontée en serie A.

#### Capri FC (2016)
En janvier 2016, il signe en faveur de Carpi, où il restera quelques mois.

#### Chievo Vérone (2016-2017)
Il signe en faveur du Chievo Vérone en 2016. Il restera seulement 1 saison.

##### Prêt au FC Bari (2016-2017)
Il est directement prêté par Le Chievo Vérone au FC Bari 1908 pour l'intégralité de la saison.

#### Retour en Suisse au FC Lugano (depuis 2017)
Le 31 août 2017, il signe au FC Lugano, il retourne en Suisse. Il rejoint le club tessinois jusqu'en juin 2023.

### Carrière internationale
Daprelà a disputé tous les matchs[réf. nécessaire] des sélections suisses aux championnats d'Europe des moins de 17 ans en 2008, et des moins de 19 ans en 2009.
Il participe au Championnat d'Europe de football espoirs 2011 avec la sélection suisse. Daprelà, légèrement blessé au début du tournoi, est que remplaçant aux yeux de l'entraîneur Pierluigi Tami à la suite de cette blessure. Les bonnes performances de son remplaçant, Philippe Koch, consolide les choix du sélectionneur. Daprelà foulera tout de même le terrain mais en tant que remplaçant.[réf. nécessaire]

## Statistiques
| Saison                | Club                  | Championnat           | Championnat | Championnat | Coupe(s) nationale(s) | Coupe(s) nationale(s) | Compétition(s) continentale(s) | Compétition(s) continentale(s) | Compétition(s) continentale(s) | Total | Total |
| Saison                | Club                  | Division              | M.          | B.          | M.                    | B.                    | Comp.                          | M.                             | B.                             | M.    | B.    |
| 2007-2008             | Grasshopper           | Super League          | 11          | 0           | -                     | -                     | -                              | -                              | -                              | 11    | 0     |
| 2008-2009             | Grasshopper           | Super League          | 16          | 0           | 2                     | 0                     | C3                             | 1                              | 0                              | 19    | 0     |
| 2009-2010             | Grasshopper           | Super League          | 1           | 0           | -                     | -                     | -                              | -                              | -                              | 1     | 0     |
| Sous-total            | Sous-total            | Sous-total            | 28          | 0           | 2                     | 0                     | -                              | 1                              | 0                              | 31    | 0     |
| 2009-2010             | West Ham United       | Premier League        | 7           | 0           | 1                     | 0                     | -                              | -                              | -                              | 8     | 0     |
| Sous-total            | Sous-total            | Sous-total            | 7           | 0           | 1                     | 0                     | -                              | -                              | -                              | 8     | 0     |
| 2010-2011             | Brescia Calcio        | Série A               | 10          | 0           | 1                     | 0                     | -                              | -                              | -                              | 11    | 0     |
| 2011-2012             | Brescia Calcio        | Série B               | 30          | 1           | 1                     | 0                     | -                              | -                              | -                              | 31    | 1     |
| 2012-2013             | Brescia Calcio        | Série B               | 38          | 4           | 1                     | 0                     | -                              | -                              | -                              | 39    | 4     |
| Sous-total            | Sous-total            | Sous-total            | 78          | 5           | 3                     | 0                     | -                              | -                              | -                              | 81    | 5     |
| 2013-2014             | US Palerme            | Série B               | 25          | 0           | 2                     | 0                     | -                              | -                              | -                              | 27    | 0     |
| 2014-2015             | US Palerme            | Série A               | 22          | 0           | -                     | -                     | -                              | -                              | -                              | 22    | 0     |
| 2015-2016             | US Palerme            | Série A               | 5           | 0           | 2                     | 0                     | -                              | -                              | -                              | 7     | 0     |
| Sous-total            | Sous-total            | Sous-total            | 52          | 0           | 4                     | 0                     | -                              | -                              | -                              | 56    | 0     |
| 2015-2016             | Carpi FC              | Série A               | 2           | 0           | -                     | -                     | -                              | -                              | -                              | 2     | 0     |
| Sous-total            | Sous-total            | Sous-total            | 2           | 0           | -                     | -                     | -                              | -                              | -                              | 2     | 0     |
| 2016-2017             | FC Bari (prêt)        | Série B               | 27          | 2           | -                     | -                     | -                              | -                              | -                              | 27    | 2     |
| Sous-total            | Sous-total            | Sous-total            | 27          | 2           | -                     | -                     | -                              | -                              | -                              | 27    | 2     |
| 2017-2018             | FC Lugano             | Super League          | 21          | 0           | 2                     | 0                     | C3                             | 4                              | 1                              | 27    | 1     |
| 2018-2019             | FC Lugano             | Super League          | 24          | 2           | 2                     | 0                     | -                              | -                              | -                              | 26    | 2     |
| 2019-2020             | FC Lugano             | Super League          | 15          | 1           | 2                     | 0                     | C3                             | 6                              | 0                              | 23    | 1     |
| Sous-total            | Sous-total            | Sous-total            | 60          | 3           | 6                     | 0                     | -                              | 10                             | 1                              | 76    | 4     |
| Total sur la carrière | Total sur la carrière | Total sur la carrière | 254         | 10          | 16                    | 0                     | -                              | 11                             | 1                              | 281   | 11    |

## Palmarès

### Titres remportés en sélection nationale
- Suisse Espoirs
  - Championnat d'Europe de football espoirs 2011
    - Finaliste : 2011